# Comitato degli italiani all'estero
I Comitati degli italiani all'estero COMITES (o Com.It.Es, o ComItEs) sono organismi rappresentativi delle comunità italiane residenti all'estero.
Il COMITES è composto da dodici o diciotto consiglieri a seconda se la circoscrizione abbia più o meno di cento mila (100.000) residenti italiani registrati all'AIRE. Nelle circoscrizioni consolari con almeno tre mila abitanti registrati, i consiglieri vengono direttamente eletti dagli italiani residenti aventi diritto; nelle circoscrizioni con meno di tre mila italiani registrati, il comitato può essere nominato direttamente dall'autorità consolare. In aggiunta ai consiglieri, si possono affiancare anche cittadini non italiani ma di origine italiana, via cooptazione, in un numero non eccedente un terzo dei consiglieri (4 o 6 cooptati). 
I membri dei COMITES restano in carica cinque anni e possono essere rieletti una sola volta; non percepiscono alcuna remunerazione per la loro attività.
Gli scopi del COMITES sono:
1. identificare, studiare, e ricercare le necessità socio-culturali della comunità di riferimento e svilupparla congiuntamente alle autorità consolari, le autorità regionali e locali, nonché assieme alle associazioni, comitati e organismi operanti all'interno della circoscrizione consolare;
2. promuovere iniziative socio-culturali rivolte alla promozione dei giovani e delle pari opportunità, dell'educazione, dello sviluppo della persona, del settore della ricreazione, dello sport, e dell'intrattenimento della comunità di riferimento;
3. cooperare con le autorità consolari alla protezione dei diritti e interessi degli italiani residenti nella circoscrizione consolare.[2][3]

## Elenco dei Comites
I Comites eletti nel 2021 sono 127, presenti in 59 Paesi. 
Argentina
- Buenos Aires
- Mar Del Plata
- Moron
- Bahia Blanca
- Cordoba
- La Plata
- Lomas De Zamora
- Mendoza
- Rosario

Australia
- Adelaide
- Brisbane
- Canberra
- Perth
- Melbourne
- Sydney

Austria
- Vienna

Belgio
- Bruxelles
- Genk
- Mons
- Charleroi
- Liegi

Bolivia
- La Paz

Brasile
- Belo Horizonte
- Curitiba
- San Paolo
- Brasilia
- Porto Alegre
- Recife
- Rio De Janeiro

Canada
- Montreal
- Vancouver
- Toronto
- Ottawa

Cile
- Santiago

Cina
- Shangai
- Hong Kong

Colombia
- Bogotà

Costa Rica
- San José

Croazia
- Fiume

Cuba
- L'Avana

Danimarca
- Copenhagen

Equador
- Quito

Egitto
- Il Cairo

Emirati Arabi
- Dubai

Etiopia
- Addis Abeba

Finlandia
- Helsinki

Francia
- Lilla
- Marsiglia
- Metz
- Nizza
- Chambery
- Lione
- Parigi

Germania
- Berlino
- Colonia
- Francoforte S/M
- Monaco Di Baviera
- Dortmund
- Friburgo Brisgovia
- Hannover
- Norimberga
- Saarbrucken
- Stoccarda
- Wolfsburg

Giappone
- Tokyo

Grecia
- Atene

Guatemala
- Città del Guatemala

Irlanda
- Dublino

Israele
- Gerusalemme
- Tel Aviv

Kenya
- Nairobi

Lussemburgo
- Lussemburgo

Malta
- La Valletta

Marocco
- Casablanca

Messico
- Città del Messico

Principato di Monaco
- Principato di Monaco

Norvegia
- Oslo

Nuova Zelanda
- Wellington

Paesi Bassi
- L'Aja

Panama
- Panama

Paraguay
- Assunzione

Perù
- Lima

Polonia
- Varsavia

Portogallo
- Lisbona

Regno Unito
- Londra
- Manchester
- Edimburgo

Repubblica Ceca
- Praga

Repubblica Dominicana
- Santo Domingo

Romania
- Bucarest

Russia
- Mosca

San Marino
- San Marino

Singapore
- Singapore

Slovenia
- Capodistria

Spagna
- Arona
- Madrid
- Barcellona

Stati Uniti
- Chicago
- Detroit
- Filadelfia
- Los Angeles
- Miami
- New York
- San Francisco
- Boston
- Houston
- Washington

Sudafrica
- Cape Town
- Johannesburg
- Pretoria

Svezia
- Stoccolma

Svizzera
- Basilea
- Berna
- Ginevra
- Lugano
- San Gallo
- Zurigo
- Losanna

Thailandia
- Bangkok

Tunisia
- Tunisi

Turchia
- Istanbul
- Smirne

Ungheria
- Budapest

Uruguay
- Montevideo

Venezuela
- Maracaibo
- Puerto Ordaz
- Caracas